# Várzea (Paraíba)
Várzea is een gemeente in de Braziliaanse deelstaat Paraíba. De gemeente telt 2.568 inwoners (schatting 2009).
De gemeente grenst aan Ouro Branco, São José do Sabugi, Santa Luzia, São Mamede, São João do Sabugi.